# シェシ
シェシ（Sheshi, 在位：紀元前1652年頃? - 紀元前1638年頃?）は、古代エジプト第2中間期のファラオ（王）。

## 概要
彼の名前が彫られたスカラベ印章が大小合わせて400個近く発見されている。これは同時代の王たちが残した印章の中では最多記録である。その出土地域も、南のヌビアから北のパレスティナまで広範囲に分布している。

## 所属王朝
同時代で最もよく証明された王であるにもかかわらず、シェシの帰属する王朝を巡る研究者たちの議論は、未だに見解の一致を見ていない。歴代のファラオを研究する上での第一級の史料であるトリノ王名表は損傷が激しく、特に第13王朝以降の欄は著しく欠損しているため、シェシの記載された場所を特定できない状態にある。もう一つの史料であるマネトーの『エジプト史』はギリシャ語で書かれており、王の名前もギリシャ語に近い響きに改められているため、その中の誰かに当てはめるのは困難である。

### 第15王朝説
マネトーが第15王朝の創始者として記録するヒクソスの王、サリティスと同一人物かその後継者とする説。この説では、シェシの印章がヌビアで発見されている理由を、エジプトに侵入したサリティスが、土着のエジプト人政権である第13王朝に対抗してヌビア人勢力と同盟を結んだ証拠と推測する。一部の研究者は、ヒクソスが上下エジプト全土を支配したというマネトーの記述も事実と捉える。しかし、実際のヒクソス政権が直接支配したのは、アヴァリスを中心にデルタ地域の東部からパレスティナまでの地域で、他の地方に対しては貢納によって宗主権を行使していたに過ぎないという点がマネトーの記述と矛盾する。また、サリティスを,シェシではなく同じ時代のサキルハルという別の王と同一視する説もある。

### 第16王朝説
マネトーが第15王朝とは別のヒクソス系王朝として記録した、第16王朝の王であるとする説。この王朝は第15王朝に従属する諸侯を纏めたものであると考えられ、シェシは個人名ではなく、セム語系の首長たちの称号のようなものであった可能性もある。この説は印章の数の多さに反して、シェシのものとされる彫像などの記念碑が全く見つかっていないことから、シェシをヒクソスの盟主である第15王朝に帰属させるのは難しいという立場から提唱されている。

### 第14王朝説
第15王朝よりも前にデルタ地域を支配していた第14王朝の王であったとする説。ヒクソス系の王であるキアンやサキルハルは、「外国の支配者」を意味するヘカ・カウストの呼び名を冠せられているのに対して、シェシにはそれが見られないこと、キアンがエジプト式に即位名を用い始めたのは統治の後半からと思われるのに対し、シェシの名前にはマアイブラーという即位名が付属していること、などが根拠として挙げられる。第13王朝時代に使用され、その後放棄された要塞の遺跡からシェシの印象が出土していることもその裏付けとされる。